# 薛之谦
薛之谦（英語：Joker Xue，原英文名为；1983年7月17日—），中国大陆创作男歌手、音乐制作人。其于2005年通过我型我秀节目出道，次年发行同名专辑并以歌曲《认真的雪》成名。2012年，其与上腾娱乐合约结束，之后通过音乐作品《演员》和微博上幽默风格独特的内容翻红。近年大幅减少综艺节目，专注于音乐制作和世界巡演。2021至2025年，薛之谦举办《天外来物》世界巡回演唱会，为第五位单场巡达到100场的华语歌手、第一位单巡体育场达到100场的华语歌手、第一位在海外举办户外体育场巡演的内地歌手。《天外来物》世界巡回演唱会观演人数超过500万人，是有史以来观众人数最多的巡回演唱会之一，全球排名第18名。

## 早年生活
薛之谦出生及成长于上海。其母亲在其四岁时因心脏病去世。早年曾学习美术绘画，后父親變賣家當讓薛之謙赴瑞士就读格里昂酒店管理学院酒店管理专业。

## 音乐生涯

### 崭露头角（2004年‒2011年）
2004年，参加我型我秀全國歌手大赛，后退赛。2005年，再次参加该比赛，进入全国前四强，赛后签约上腾娱乐出道。2006年，发行同名专辑，一个半月内实体销量突破20万张。薛之谦出道便凭借此张专辑中自己作词作曲的〈认真的雪〉而成名，在第六届全球華語歌曲排行榜中获得最受欢迎男新人奖。
2007年，发行专辑第二张《你过得好吗》，一个月内实体销量突破15万张。单曲〈你过得好吗〉在北京流行音乐典礼获得二十大金曲奖、在Music Radio中国TOP排行榜中获得内地年度金曲奖，薛之谦在中国原创音乐流行榜中获得最具潜质歌手奖。
2008年，发行第三张专辑《深深爱过你》。在听到此张专辑中薛之谦自己作词作曲的〈传说〉后，谷村新司表示“非常喜欢，是难得一闻的优秀创作”，并邀请薛之谦参加当年由谷村新司本人全权策划的日本大阪亚洲音乐节。12月20日薛之谦在上海举行个人首场“谦年传说”演唱会。
2009年，发行第四张专辑《未完成的歌》，在CCTV Music Awards中获得媒体推荐创新实力歌手奖、年度网络最受欢迎金曲奖。2010年，上腾娱乐公司的新管理层不看好薛之谦，不愿意资助他的专辑。薛之谦开始赚钱来补贴做音乐，承担了制作和宣传专辑的所有费用。在此期间，他陷入了抑郁，并在那段日子里体重急剧下降。2011年，薛之谦开设了自己的火锅店和服装店，用开店赚的钱为新歌〈伏笔〉、〈我知道你都知道〉买了广告。

### 自主发展（2012年‒2015年）
2012年7月，薛之谦与上腾娱乐的七年合约结束，成为公司唯一一个完成整个合约的艺人。8月15日发行第五张专辑《几个薛之谦》，歌曲〈我知道你都知道〉为湖南卫视热播偶像剧《勝女的代價》主插曲而迅速走红。
2013年，薛之谦签约海蝶音樂并发布的第六张专辑《意外》，该专辑获得第21届东方风云榜最佳唱作人和十大金曲两座大奖。2014年，薛之谦参加了许多综艺节目，他说“做综艺是为了赚钱，赚钱的最终目的，还是回到做音乐。”
2015年，薛之谦的音乐开始逐渐在各大音乐平台被广泛播放，知名度有所回升，但依然属于歌红人不红的状况。与此同时，他在微博上以其风格独特的幽默段子，开始在网络上得到更多关注。6月8日发布《绅士》EP。在观看次数最多的YouTube中文音乐影片列表中，《演员》排名第四，观看次数破2.13亿。《绅士》EP的制作品质也进一步提高，《演员》在制作时混了八版，最终从中选择一版发行。但薛之谦劝网友不要买这张EP因为只有三首歌，感到惭愧，在网上免费听就可以了。网上免费听音乐是很少见的，因为音乐平台（如网易云音乐和QQ音乐）遵循免费增值模式，要求听众成为会员或购买才能完整收听歌曲。薛之谦的歌是免费的因为他希望让多一些人听到自己的作品。。

### 事业翻红（2016年‒2017年）

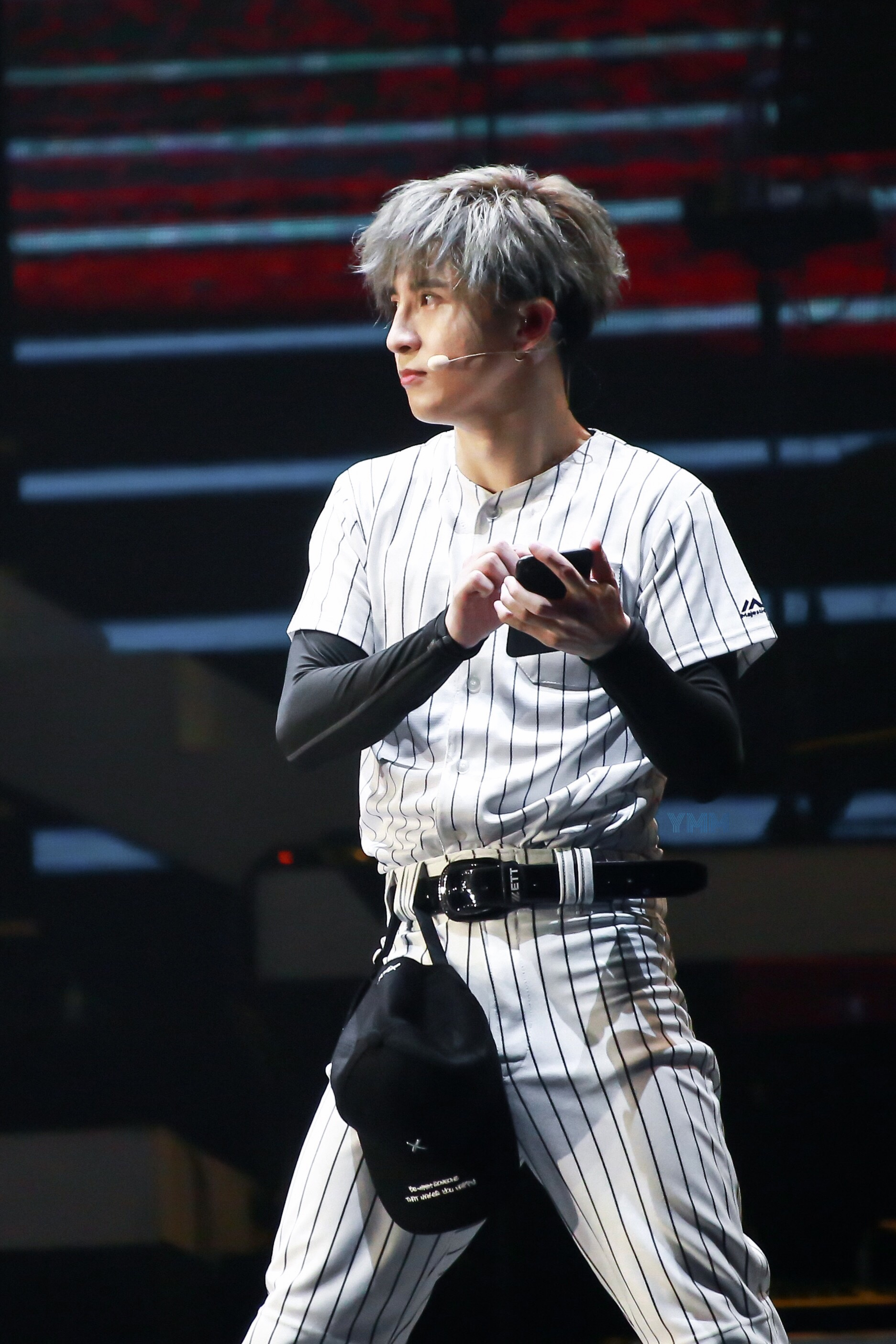
薛之谦 2017年“我好像在哪见过你”巡回演唱会

2016年，薛之谦强接四十多档综艺，出现在各大电视及网络平台，这进一步让他的知名度走向更多受众，其综艺才能亦被大众所了解。在其他领域成功的同时，他于五月推出第七张专辑《初学者》，其中包括《绅士》EP中的三首歌，该专辑相较其以往风格有所突破，从而将关注度聚焦回音乐上。单曲《初学者》连续四周位居中国公告牌Top 10音乐单曲榜第一，年终榜单位居第三名。《初学者》被苹果音乐Apple Music评为中国地区2016年度最佳专辑，并从此逐渐登顶各大音乐播放平台，如酷狗音乐、QQ音乐、网易云音乐等。
2017年1月，薛之谦在拍摄《我们的挑战》时因急性肠胃炎入院，是半年多来第二次生病住院了。他表示今后将把重点放在音乐上，朝着“成为内地的陈奕迅”这个目标努力。4月至7月，薛之谦举办个人首次巡回演唱会“我好像在哪见过你”并获得年度華語樂壇演唱會票房第九名。6月20日，入駐上海杜莎夫人蠟像館，成为首位入駐上海杜莎音樂夢工廠的明星。11月28日发布专辑《渡 The Crossing》，进一步写实，对现实生活的理解让他的歌词日益深刻。专辑单曲〈暧昧〉〈动物世界〉〈骆驼〉均在中国公告牌Top 10音乐单曲榜位列第一。截至2017年12月31日，薛之谦的歌曲在中国内地平台使用量突破127亿。

### 风格转变（2018年‒2021年）

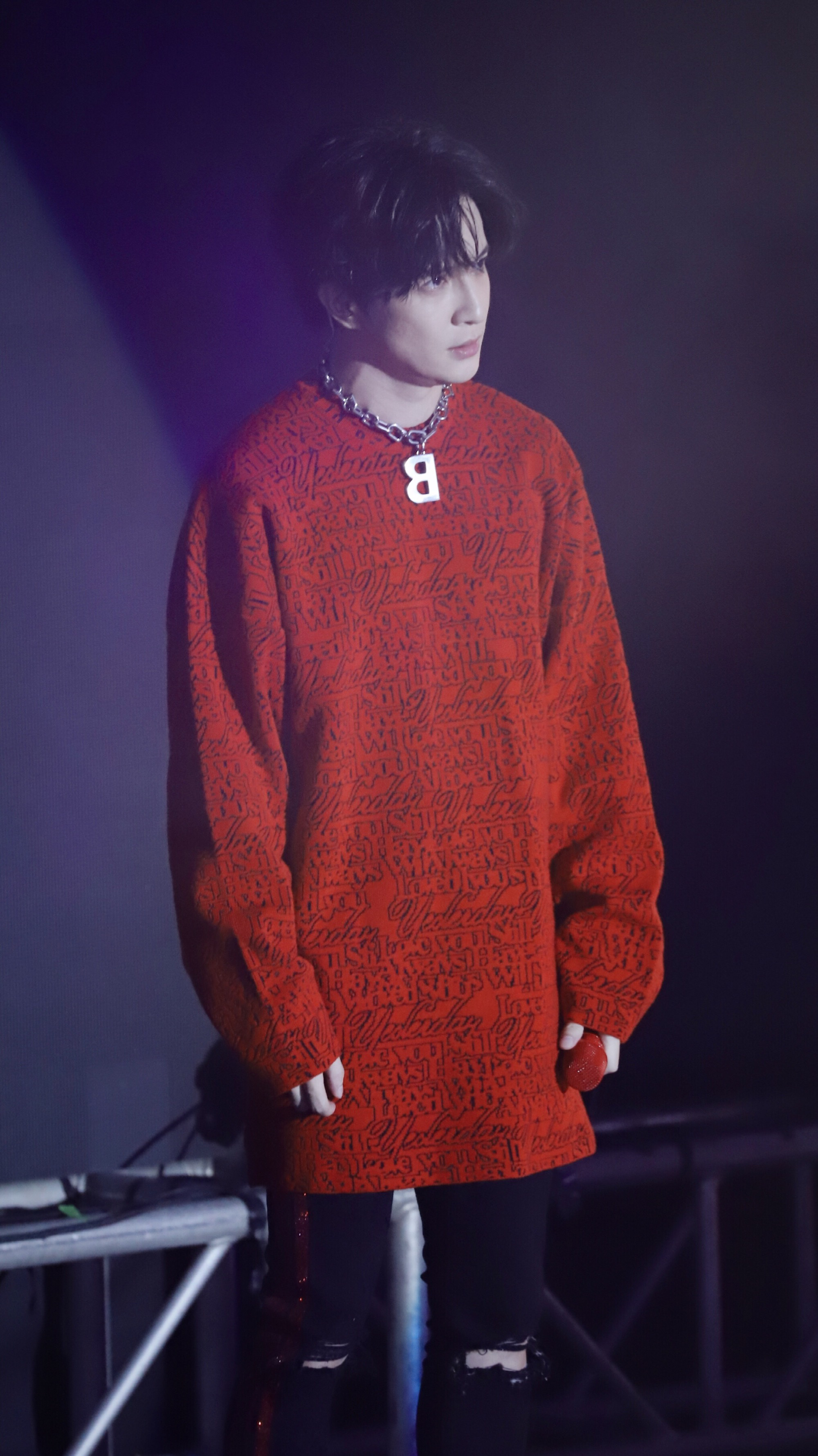
薛之谦 2019年 百度沸点音乐会

从2018年起，薛之谦大幅减少综艺节目，并且被声带疾病困扰数月，所幸被治愈。12月31日，发行第九张专辑《怪咖》。单曲〈狐狸〉〈摩天大楼〉〈怪咖〉均在中国公告牌Top 10音乐单曲榜位列第一。张亚东评价表示：“好好听、好好听，旋律又那么好听，竟然还那么有想法，是不落俗套的……〈摩天大楼〉基本上我觉得就是薛之谦的都市交响曲……这个对我来说是金曲。”
2018年7月至2019年5月，举办“摩天大楼”世界巡回演唱会，成为第一位在台北小巨蛋连开两场的大陆歌手。2019年4月7日“摩天大楼”悉尼演唱会在Billboard2019年4月的票房总榜上排名第33位，薛之謙是榜单上唯一一位亚洲艺人。
2019年，薛之谦全心专注音乐，7月31日获得唱工委音乐奖年度男歌手奖并于12月27日发布其第十张个人专辑《尘》。单曲〈木偶人〉列入Billboard杂志“The Global No. 1s You (Probably) Never Heard”榜单。
2020年，薛之谦第十一张专辑《天外来物》发布于12月31日，首波主打〈天外来物〉，获得了不错的反响。薛之谦以《天外来物》再次获得唱工委音乐奖年度男歌手奖。
2021年，薛之谦于7月17日发布歌曲〈变废为宝〉并于年中参与多场音乐节。10月21日，於蘇州舉行首場“天外来物”世界巡回演唱会。在腾讯音乐榜年度榜单上，他被评为年度歌手之一。

### 天外来物 (2022年-至今)

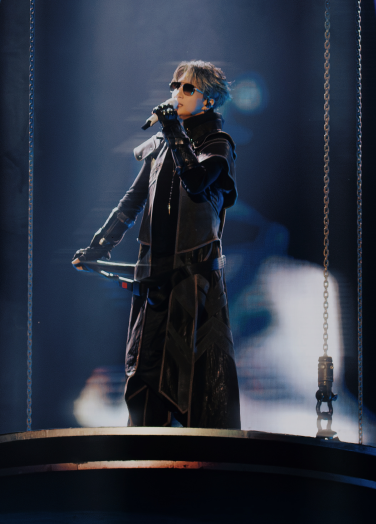
薛之谦 2024年“天外来物”世界巡回演唱会

2022年9月20日，第十二张专辑《无数》发布。腾讯音乐榜年度榜单上，薛之谦被评为年度十大华语歌手、《无数》为年度专辑。酷狗音乐音乐生活白皮书评选薛之谦为年度十大华语歌手及00后最喜爱歌手、《无数》为年度十大热门华语专辑。
2023年7月，擔任《2023中国好声音》導師；8月17日，李玟生前痛诉《2022中国好声音》的语音在网上曝光；8月25日，浙江卫视官方微博宣布该节目暂停播出，薛之谦和周华健退出节目。8月11-13日於北京國家體育館-鳥巢連開三場演唱會，十八年前，薛之谦在接受媒体采访时，曾说自己的终极愿望是在鸟巢开演唱会，如今终于实现。腾讯音乐榜年度榜单上，薛之谦被评为年度十大歌手及年度十大唱作歌手。酷狗音乐音乐生活白皮书再次评选薛之谦为年度十大华语歌手及00后最喜爱歌手。年底，薛之谦在各大华语音乐平台统计粉丝总数排名第一，为8362万。
2024年，薛之谦以纽约巴克萊中心和拉斯维加斯美高梅大酒店两站演唱会在Billboard2月最佳巡演排行榜上名列第23位，为唯一上榜的华人歌手，票房580万美元、观演人数2.11万。4月21日，在洛阳举行“天外来物”的第100场演唱會，成为第五位单场巡达到100场的华语歌手。6月15日，QQ飞车官方宣布薛之谦为品牌代言人，主题曲《解解闷》于8月3日通过极速音乐会在游戏中发布并于8月4日上线各大音乐平台。6月底薛之谦在汕头体育中心体育场连开两场演唱会，成为首位单巡体育场场次破100场的华语歌手。8月18日“天外来物”在苏州收官，总场数140场，总观演人数近500万。在最后一场谢幕后，宣布下一场巡演的主题是“万兽之王”。同月，薛之谦抖音主话题（#薛之谦）播放量突破1000亿。
2024年9月，薛之谦在《音乐缘计划》中演唱了歌曲《租购》，大获好评；一天内，歌曲热力值突破100万；一周内，歌曲热力值突破1000万；两周内，歌曲热力值突破2000万；成为节目中热力值量最高的歌曲，截至10月27日，总计4644万。10月，在同节目中演唱了歌曲《在那天回不去的路上》为当期热力值最高的歌曲；录音室版本增加了一段新歌词和京剧元素，于10月16日发行。
2024年10月15日，薛之谦宣布“天外来物”将携满编满配完整版去海外体育场返场，成为首位在海外举办戶外体育场巡演的内地歌手。海外返场总共有7场，第一站为吉隆坡武吉加里尔国家体育场，所有门票10月15日售罄。11月21日，发行《租购》唱片版并宣布这是他第13张专辑的最后一首歌。11月22日，第13张专辑《守村人》上线。
2025年1月28日，适逢中国春节申遗成功，薛之谦受央视春晚直邀，空降第四次联排，作为鲜有的在央视春晚拥有自主选歌权的歌手，薛之谦在2025年央视春晚上选择演唱已故好友赵英俊的歌曲《方的言》，这也是蛇年春晚唯一一首男歌手独唱的表演曲目，此为薛之谦首次登上央视春晚舞台。2月14-15日，薛之谦在新加坡国家体育场连开两场“天外来物”演唱会，为首位在新加坡国家体育场开唱和两连开的内地歌手，并获得《海峡时报》的好评。2月27日，《火星情报局》第七季也是最后一季正式收官。在五一黄金周期间，薛之谦将在5月1-5日连续压轴演出五个音乐节。4月16日，薛之谦发微博宣布，第13张专辑《守村人》实体版将于4月17日上架。

## 业界反响，得奖与提名

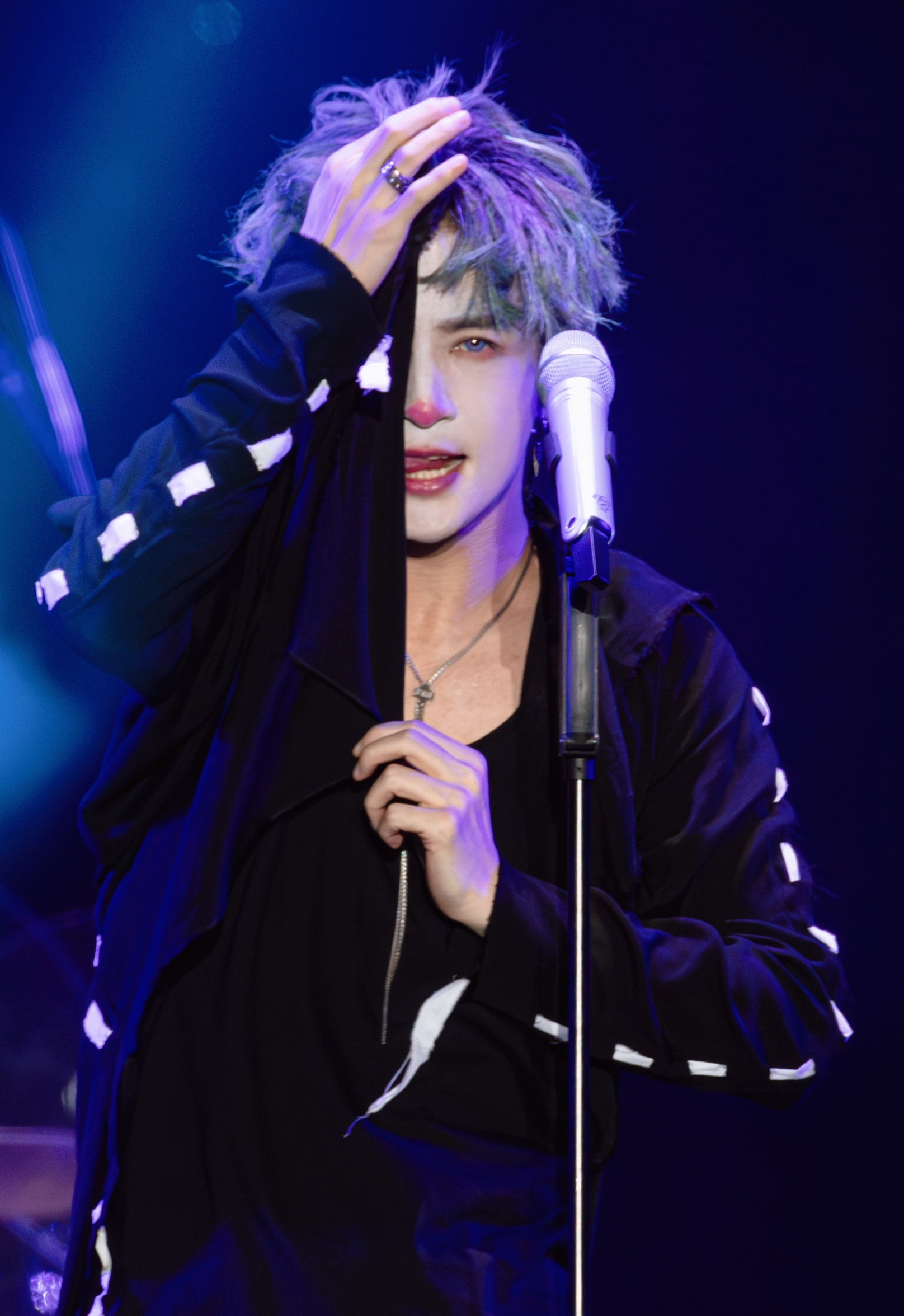
薛之谦 2023年 贵阳爱未来城市音乐节舞台

薛之谦的作品获得前辈音乐人的好评与认可。张亚东称：“我觉得薛之谦太厉害了，太好了，他的歌词写得太好了。你透过这个歌词，可以了解到他特别细腻的心思，非常非常棒……特别打动我，我被他的歌词特别地打动。”
袁惟仁表示：“我很喜欢薛之谦。我觉得像薛之谦这么好的一个音乐人，他其实就具备了许多华语创作最重要的那一块。我特别希望有机会能和薛之谦合作。”
李健把他形容为“真正内地的一面旗帜，可以跟港台任何歌手相提并论、可以抗衡的一个很了不起的歌手。”
崔恕直言欣赏薛之谦：“现在一首歌要走红，都是可遇不可求。而薛之谦现在在往国民歌手的路上发展，他既有广泛的知名度，又有红的歌曲。”
赵英俊称薛之谦“就是个非常棒的原创歌手，而且他写歌词的造诣严重被低估了，他是目前乐坛最好的作词人之一。”
在2019年第3届中国唱片工业的行业协会奖唱工委音乐奖上，薛之谦获得“年度男歌手”。薛之谦在2022年第5届上再次获得“年度男歌手”，成为唯一两次获得该奖项的男歌手。

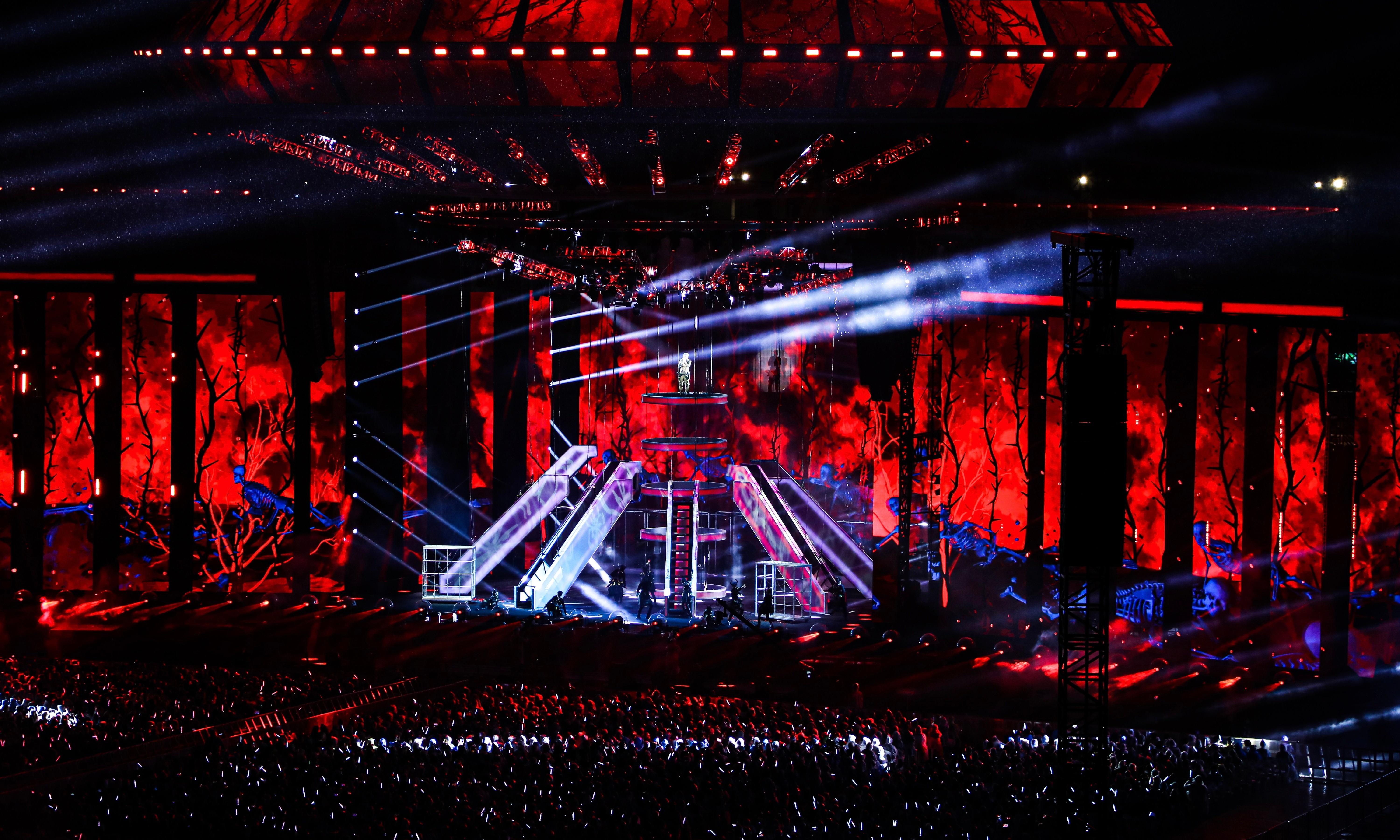
薛之谦 天外来物世界巡回演唱会 舞台设计

薛之谦的影响力在各音乐播放平台亦得以体现。他是酷狗音乐2017年华语音乐年度最具影响力男歌手与年度最受欢迎男歌手，并且总播放量、下载量、热搜量、热度均第一，2018年华语男歌手歌曲收听人数冠军。QQ音乐2017年年度华语歌曲累计播放量第一，2018年年度华语歌曲累计播放量第一。网易云音乐2018年华语最高人气。全金音樂聯盟2017、2019和2020年年度最佳男歌手获奖。2021年获奖音乐盛典咪咕汇年度最佳男歌手，年度专辑《天外来物》，年度十大金曲《变废为宝》。
薛之谦的“天外来物”世界巡回演唱会在2023年获得MUSE Design Awards灯光设计铂金奖及Novum Design Awards灯光设计金奖。同年，潮石音乐获中国新音乐排行榜最佳音乐厂牌奖。2024年，衢州新闻媒体中心在抖音官方账号上发了感谢薛之谦的视频。衢州，为“天外来物”2023年演出首站，在当年全国票房增长最快的城市中名列第一。

## 音乐作品

### 专辑
| #  | 发行日期       | 专辑名称        |
| -- | -------------- | --------------- |
| 1  | 2006年6月9日   | 薛之谦          |
| 2  | 2007年7月31日  | 你过得好吗      |
| 3  | 2008年11月26日 | 深深爱过你      |
| 4  | 2009年12月11日 | 未完成的歌      |
| 5  | 2012年8月15日  | 几个薛之谦      |
| 6  | 2013年11月11日 | 意外            |
| 7  | 2016年7月18日  | 初学者          |
| 8  | 2017年11月28日 | 渡 The Crossing |
| 9  | 2018年12月31日 | 怪咖            |
| 10 | 2019年12月27日 | 尘              |
| 11 | 2020年12月31日 | 天外来物        |
| 12 | 2022年9月20日  | 无数            |
| 13 | 2024年11月22日 | 守村人          |

### 单曲
此处仅列举未收录进录音室专辑中的单曲。
| 发行日期      | 曲名                                      | 演唱者      | 作词   | 作曲          |
| ------------- | ----------------------------------------- | ----------- | ------ | ------------- |
| 2016年9月12日 | 来日方长 (《我不是潘金莲》电影方圆版推广) | 薛之谦/黄龄 | 常石磊 | 常石磊/袁娅维 |

### 為他人創作的單曲
| 发行日期       | 曲名                              | 演唱者                      | 作词          | 作曲          |
| -------------- | --------------------------------- | --------------------------- | ------------- | ------------- |
| 2021年2月19日  | 第二道光 (《追光吧！哥哥》主題曲) | 《追光吧！哥哥》A/B/C组组员 | 薛之谦        | 薛之谦        |
| 2023年8月15日  | 髒                                | 陳冰                        | 薛之謙        | 陳冰          |
| 2023年8月31日  | 藏起我                            | 劉維                        | 薛之謙        | 薛之謙/王圓坤 |
| 2023年9月23日  | 總會                              | 劉惜君                      | 薛之謙/裴志森 | 薛之謙        |
| 2024年8月25日  | 爱好                              | 陈立农/小柯                 | 薛之謙        | 薛之謙        |
| 2024年10月13日 | 霸王别姬                          | 姚晓棠、刘端端              | 薛之謙        | 薛之謙        |
| 2024年10月20日 | 越来越                            | 劉惜君                      | 薛之謙        | 薛之謙        |
| 2024年10月21日 | 粉钻                              | 戚薇                        | 薛之謙        | 薛之謙        |

## 演唱會

### 巡回演唱会
- 2017年：“我好像在哪见过你”巡回演唱会
- 2018‒2019年：“摩天大楼”世界巡回演唱会
- 2021‒2025年：“天外来物”世界巡回演唱会

### 单场演唱会
- 2008年：“谦年传说”演唱会
- 2020年：“塵浮世间”线上音乐会
- 2023年：“可”线上演唱会

## 影视作品
薛之谦曾出演过电影《一只狗的大学时光》《有完没完》和电视剧《胜女的代价》《我们的少年时代》，但更为观众所熟知是他在综艺节目中的表现。2016年，薛之谦参加了40多档综艺节目，由于日程繁忙导致身体不适，他决定减少参加综艺节目。近年来，薛之谦参加的综艺节目大多是长期合作节目或音乐类节目。《火星情报局》是薛之谦参加时间最长的综艺节目，自2016年第一季以来并计划于2024年推出第七季。
薛之谦参加过的最引人注目的综艺节目是2017年的《明日之子》和2023年的《中国好声音》，因为这两个节目都存在关于公平性的争议被薛之谦批评、暗指过。
早期，薛之谦在音乐类综艺节目通常担任叨叨团成员或主持人，例如2016年的《谁是大歌神》。近年来，他在《我们的歌》和《中国潮音》等音乐类综艺节目担任的榜样歌手或导师。2024年，薛之谦参演《奔赴! 万人现场》和《音乐缘计划》。

## 表演舞臺

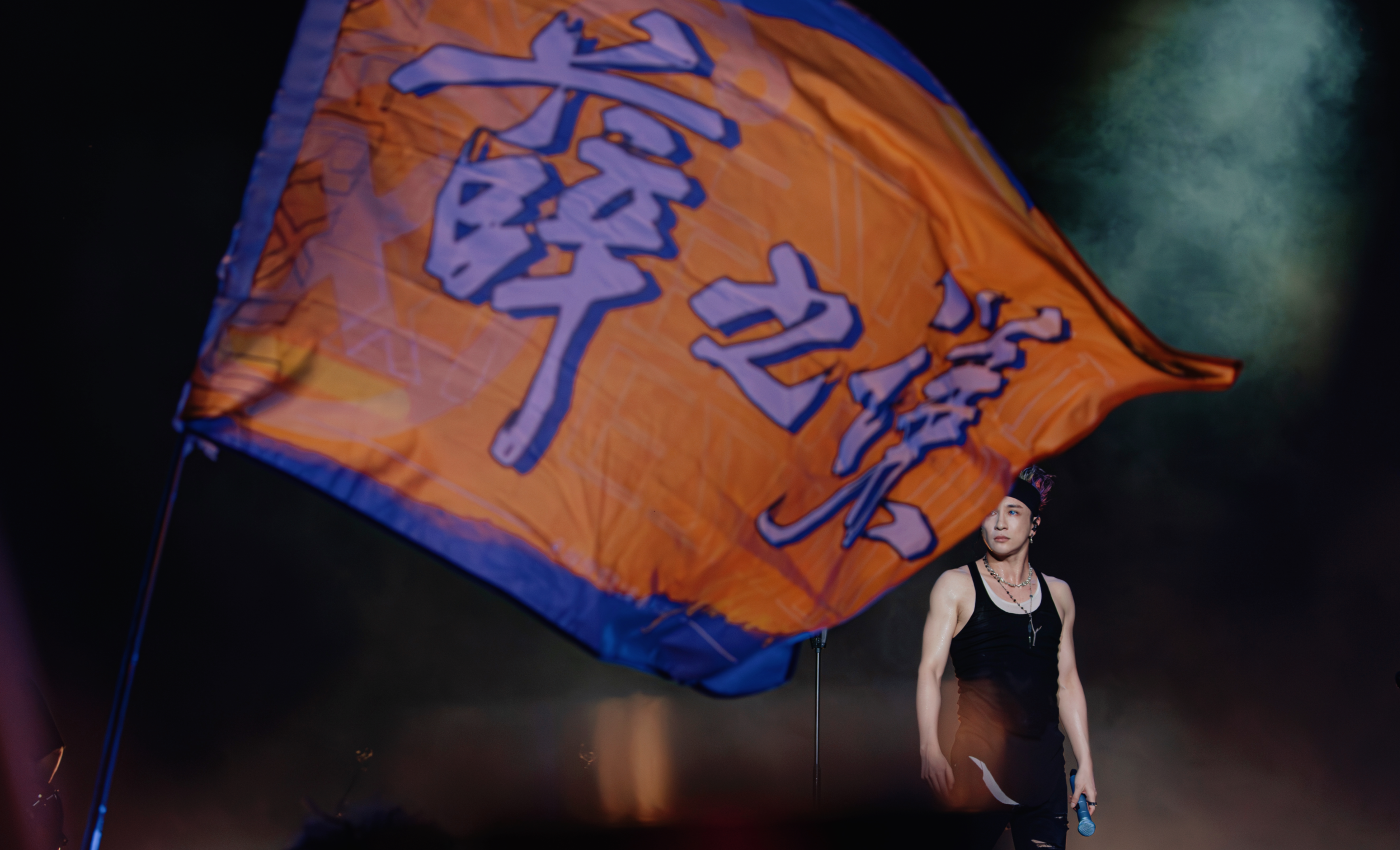
薛之谦 2024年 泰嗨巅峰音乐节台下粉丝大旗

薛之谦于2008年在上海举办了首场演唱会。自2017年以来，他已举办三轮巡回演唱会，共计173场。
除了巡演之外，截至2025年5月，薛之谦参加过50场音乐节演出。从2021年开始，他在音乐节上采用了“Joker”的舞台形象。
此外，薛之谦还曾在一些特别节目、颁奖典礼中演出。2025年1月28日，在2025年央视春晚上选择演唱已故好友赵英俊的歌曲《方的言》，为唯一一首男歌手独唱的表演曲目。

## 个人生活

### 社会公益
2007年8月，将专辑《你过得好吗》在网上拍卖，所得金额全数捐赠给失聪儿童。同年，薛之谦作为中国流行音乐的代表，参加由中华人民共和国文化部和俄罗斯联邦文化和电影署联合举办的中国文化节重点项目“沿伏尔加河友谊之旅”，在沿河的11个城市作访问演出。
2008年1月20日，参与赛我网“幸福之翼”公益晚会演出。同年3月，在上海举行新书发布会，捐出自己部分稿费，并拿出10张照片进行拍卖，所得款项通过上海市红十字会捐给雪灾灾区，支援灾区重建。5月14日，全额捐出演唱会演出费，支援汶川地震的救灾抢险工作。7月25日，作为奥运火炬手，在河南省郑州市传递北京奥运圣火。
2010年4月，自负开销出席公益晚会《抗旱救灾我们在行动》，登台义务演出。
2011年9月16日，参与蒙牛“生态行动 助力中国”生态公益行动收官演唱会的演出。
2012年4月，为电影《星星的孩子》做首映票义卖。
2013年1月，现身风尚志举办的慈善晚宴，以一万两千元的价格拿下义拍，捐赠给嫣然天使儿童基金；参加“青年志愿者公益之夜”活动，将伴随自己多年的吉他赠送给一名热爱音乐的盲童；同年参加公益节目《中国梦想秀》，资助患重病家庭。
2014年再次参加公益节目《中国梦想秀》，拿出全部通告费帮助患重病家庭。
2016年3月，参加启动“美肤宝阳光计划”，呼吁关爱留守儿童。同年7月，作为“援甘”成员加入“韩红爱心，百人援助”大型慈善公益活动，通过韩红爱心慈善基金会为偏远少数民族地区捐款，帮助偏远地区的贫困重症患儿。8月13日，担任“爱飞翔·乡村教育项目”的首席梦想官，呼吁更多人关注乡村教师群体，并参加第十届“爱飞翔·乡村教育项目”之乡村教师培训公益活动。
2017年6月，参加“ONE NIGHT给小孩”公益探访，进入学校了解智力障碍儿童群体的日常学习和生活并进行互动。7月20日，在重庆杜莎夫人蜡像馆揭幕活动现场，联合非盈利公益机构绿叶义工“爱心助飞梦想，高考圆梦行动”项目，资助6名重庆贫困学子完成大学学业，承担这些学生直到参加工作前的所有的学费。
2018年6月，薛之谦担任“跑动北京”公益项目推广大使，向公众普及健康理念，倡导公众为公益奔跑，关注成年人的心理健康问题。

### 副业发展
2012年，开办餐饮连锁品牌上上谦串串香火锅，受到广泛关注。2023年，上上谦在广州和上海各有1家门店。
2015年，开创服装潮牌Dangerous People。2019年1月，薛之谦退出股东行列但仍为品牌主理人。2023年12月，薛之谦还为产品做宣传。
2020年薛之谦的潮石音樂注册成立，经营范围包括文化交流、节目制作、演出经纪、互联网活动等；薛之谦父亲任职董事并持股约33%。2021年12月24日，薛之谦通过潮石音樂发布了新单曲《凤毛麟角》。2022年5月31日，薛之谦在社交平台上发了一张照片宣布潮石音乐开业的消息。“天外来物”世界巡回演唱会的出品方为潮石音樂。2024年12月，潮石音乐为王啸坤的《无眠之辈》巡回演唱会的经纪公司。并为歌手金志文、王啸坤、唐漢霄发行单曲。2025年3月，潮石音乐主办韩红的《我想成为你》巡回演唱会，和王源的《宇宙超级无敌大狂欢》巡回演唱会。5月5日，潮石音乐与阔景音乐联合出品的新蜂音乐节首站将在衢州举办。

### 争议事件
2017年
2017年6月，薛之谦参加明日之子担任才华星推官。8月26日，他爆料节目组让他投赫兹一票，不要让赫兹输的太难看，但赫兹反而晋级了。说完，薛之谦摔话筒离开，直播終斷。自此之后，《明日之子》从直播改为了录播。许多观众称赞薛之谦的行为，但也担心他这种做法激怒了资本。盛大游戏副总裁谭雁峰曾说赫兹作为虚拟偶像的价值估计上千万人民币。
同年9月起，李雨桐长期连续发布微博，声称多年前与薛之谦恋爱期间被骗财骗色，引发网络热议，薛之谦回应否认相关指责；2018年12月，在李雨桐通过微博发起又一轮指控后，薛之谦回应称将起诉对方。2019年8月，法院正式开庭审理薛之谦诉李璐禕（李雨桐）一案，李雨桐于首次开庭前夕删除了对薛之谦指控的所有微博。
2023年
2023年7月，薛之谦参加中国好声音担任导师。8月，薛之謙暗指《中國好聲音》有黑幕。他在節目中安慰一位學員其他導師“只是有壓力”所以不轉身。也問學員“知道我們在背後幹嘛嗎？我們在商量誰轉。”令观众生疑。渐渐薛之谦的镜头越来越少，很多他点评的片段被剪掉。连主持人华少开场和导师握手的画面，直接略过了他。节目组在导师聚餐时准备了一桌子的海鲜大餐，但薛之谦患有痛风，不能吃海鲜。让人怀疑他被节目针对了。8月17日，網上流出李玟生前控訴《2022中国好声音》的錄音。多數網民支持李玟，表示愤怒，要求节目停播。8月25日，由于負面輿論及薛之謙和周華健臨時退出節目，浙江衛視官方微博宣布该節目暫停播出。
2024年
2024年2月15日，薛之谦在微博发文分享电影《飞驰人生2》观后感，附带了3张拍摄于电影院电影画面的图片引发“盗摄”争议。2月16日，中国中央电视台采访了中国政法大学传播法研究中心副主任朱巍。他表示：我国法律上没有盗摄这个说法，这应当是侵害著作权的一种通俗的叫法。一个照片或小片段，用于自己欣赏、个人研究、课堂教学，为了评价或评论某个已发表的作品，都是合理的使用范围，不构成著作权法中所说的侵害版权的行为。间接否定了薛之谦盗摄争议。